# Coral Springs
Coral Springs är en stad i Broward County i delstaten Florida, USA. Staden ligger 32 km nordväst om Fort Lauderdale.